# Chiesa di San Nicola (Avila)
La chiesa di San Nicola è una piccola chiesa romanica spagnola sita nella città di Avila, in Castiglia e León, dichiarata monumento storico-artistico il 22 febbraio 1980. Il 1º agosto 1991 è stata dichiarata zona di protezione vincolata al suo nuovo status di bene di interesse culturale.
Nel 1985 è stata dichiarata patrimonio dell'umanità, come elemento della Città vecchia di Avila con le sue chiese fuori le mura.

## Descrizione
É un edificio in stile romanico, appartenente all'insieme delle parrocchie fuori le mura della città. È costruita in pietra "berroqueña" della regione e presenta tre portali. Quelli nord e sud sono a tutto sesto con archivolti con decorazioni semplici e colonne con capitelli di stile tuscanico, mentre quello a ovest, più moderno, è a sesto acuto, arricchito con decorazioni di fiori stellati, motivo frequente nel romanico di Avila.
Il suo interno è costituito da tre navate, la centrale larga il doppio rispetto a quelle laterali, coperte con volte a intonaco appartenenti a una ristrutturazione barocca. La torre è quadrangolare, senza campanile, e l'abside, di piccole dimensioni, è decorata soltanto con semplici beccatelli.